# Micrographia

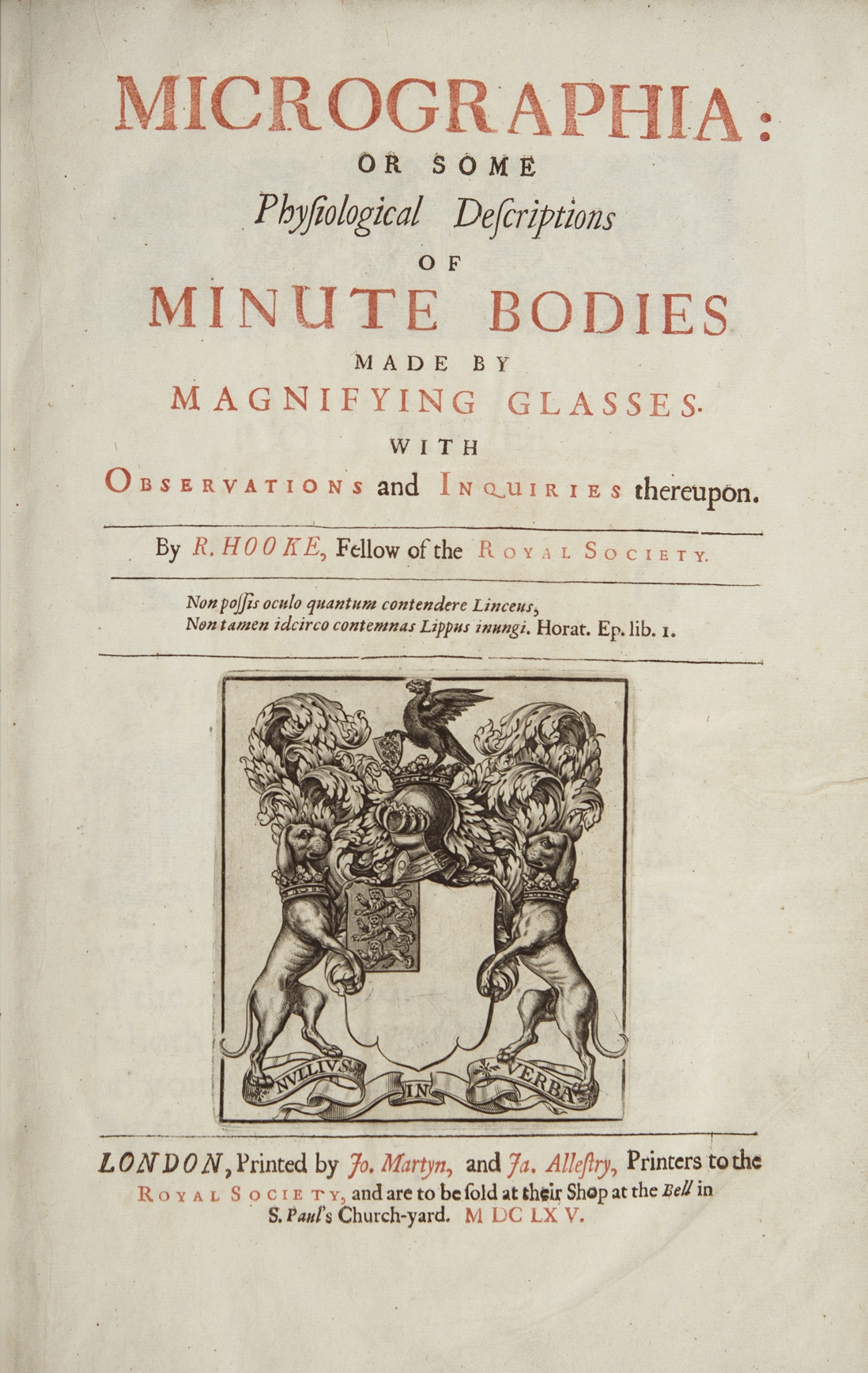
Portada de Micrographia.

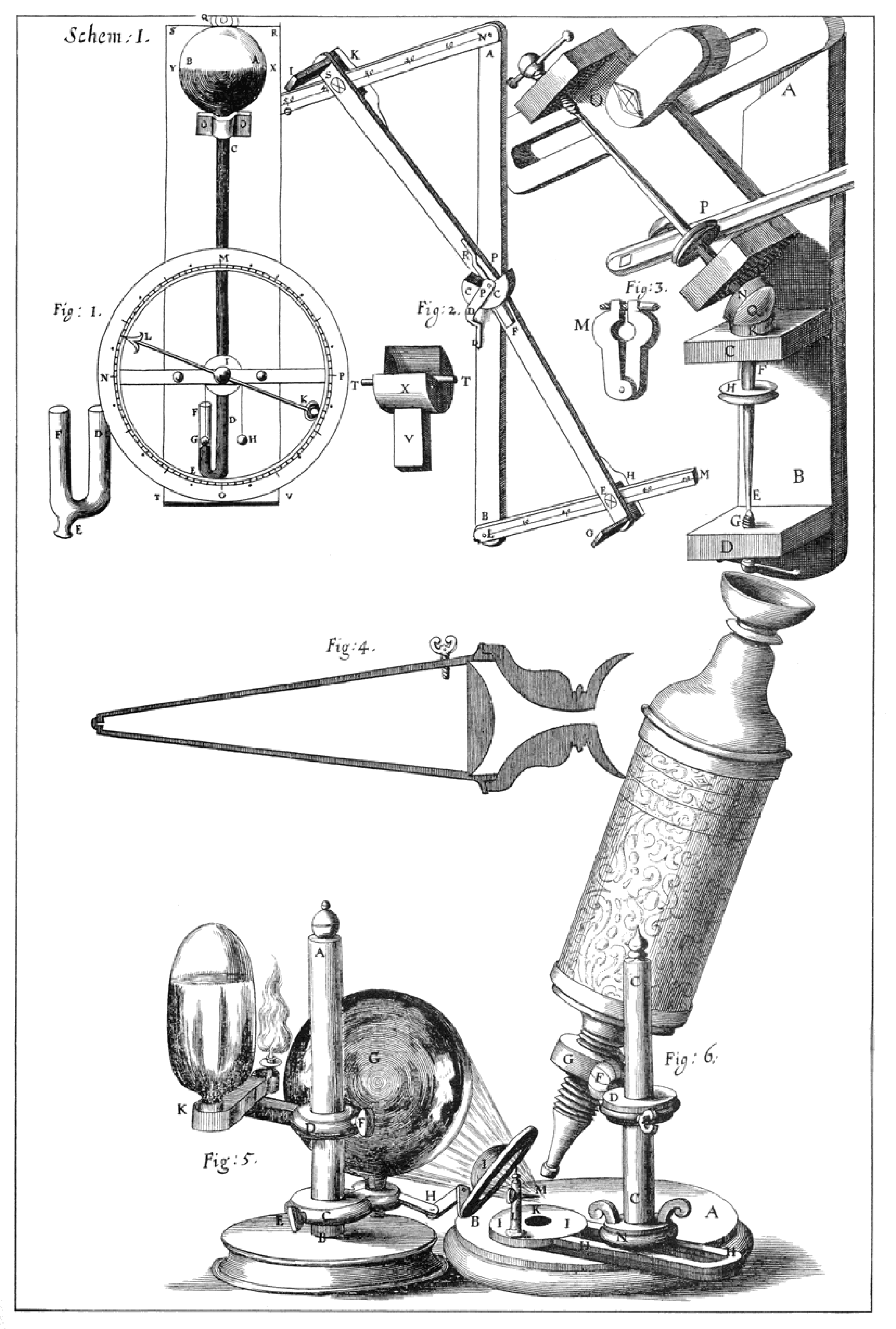
Micrographia. Instrumental.

Micrografía (en inglés Micrographia) es el título de la obra escrita en 1665 por el científico inglés Robert Hooke, en el que aparecen por primera vez dibujos de imágenes observadas con microscopía óptica. Es la primera publicación importante de la Royal Society, también fue el primer best seller científico, inspirando un gran interés público y científico en la nueva disciplina de la Microscopía. En esta obra aparece por primera vez el término célula.
El libro contiene la descripción detallada de cincuenta y siete observaciones realizadas con el microscopio que el propio Hooke fabricó, y tres observaciones telescópicas. Fue recibida con entusiasmo por parte de la comunidad científica europea. Hooke tenía 28 años cuando lo escribió. La obra fue un regalo de la Royal Society de Londres para fascinar al monarca inglés.

## Estructura de la obra
La obra recoge observaciones de todo tipo de objetos cotidianos, estudiados de manera no sistemática y ordenados según un criterio de complejidad creciente, desde los objetos más simples hasta los más complejos.
- Observaciones sobre objetos artificiales.
- Observaciones sobre elementos inertes: En este grupo destacan las descripciones del hielo y la nieve.
- Observaciones del mundo vegetal: En este grupo destaca la descripción del corcho, los fósiles y el carbón vegetal.
- Observaciones sobre el reino animal: 26 descripciones de animales y partes de animales, como los piojos o el ojo compuesto de la mosca.
- Tres observaciones telescópicas.

## Interés de la obra

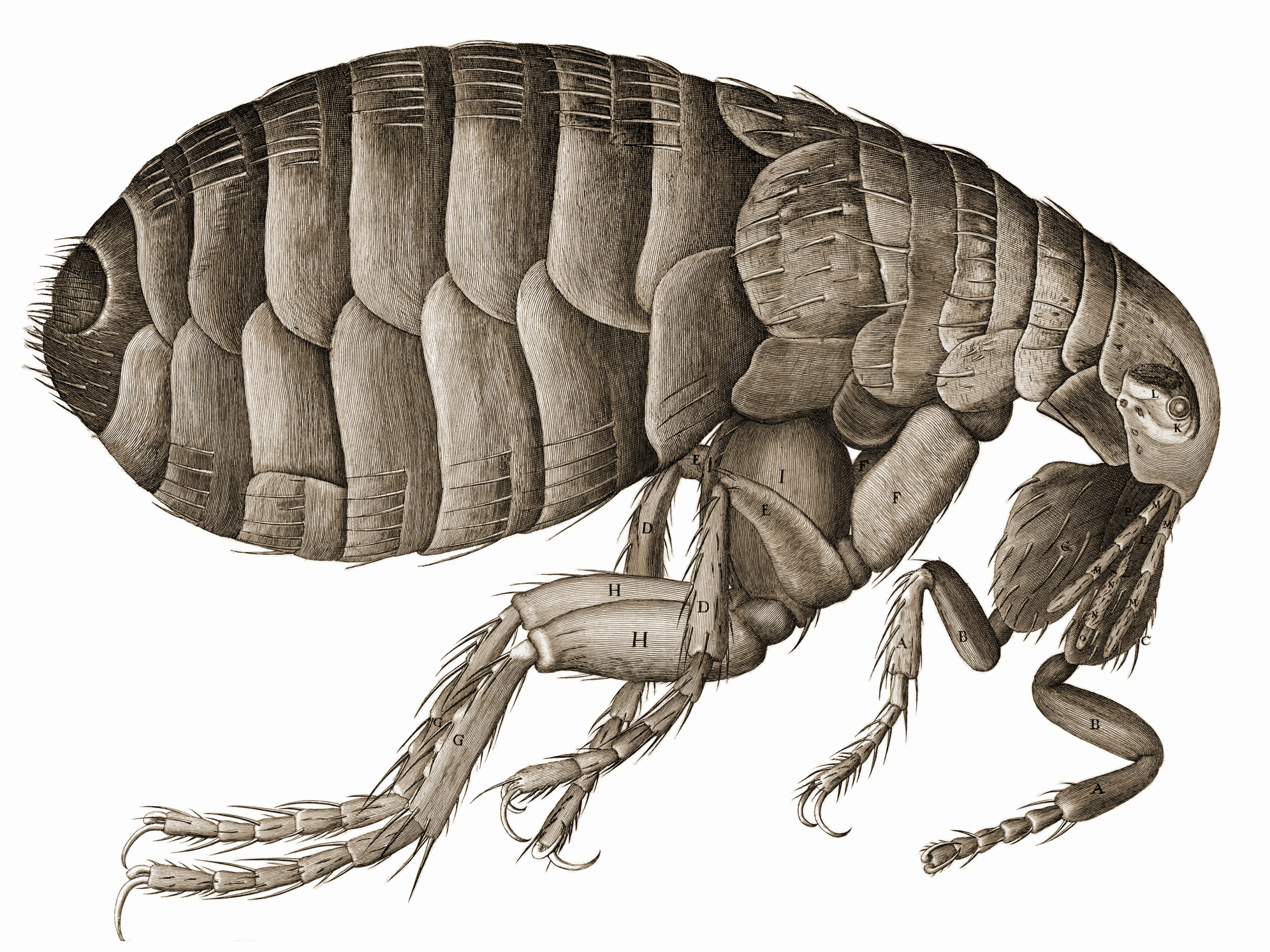
Ilustración de una pulga del libro Micrographia, de Robert Hooke.

La obra fue escrita en lenguaje llano, humorístico en algunos casos, y los dibujos presentaban por primera vez, con una calidad artística notable, aspectos desconocidos hasta entonces de la naturaleza microscópica. Más importante es el camino que abrió en el empleo de instrumentos para la descripción científica de la naturaleza y las aportaciones novedosas que realizó en distintos campos. En Micrographia aparece por primera vez el término célula, al referirse a los poros observados en una fina lámina de corcho, que le recordaron las celdas de los monjes. También describió por vez primera la estructura del hielo, la nieve y los cristales de orina. La interpretación sobre las observaciones microscópicas de los fósiles se consideran una de las primeras proposiciones de la teoría de la evolución biológica.[cita requerida]